# Gare de Couhé-Vérac
La gare de Couhé-Vérac  est une gare ferroviaire située sur le territoire de la commune française de Valence-en-Poitou à proximité de la commune déléguée de Couhé (anciennement Couhé-Vérac), dans le département de la Vienne. 

## Situation ferroviaire
La gare de Couhé-Vérac est située au point kilométrique (PK) 370,057 de la ligne de Paris-Austerlitz à Bordeaux-Saint-Jean. Son altitude est de 131 m.

## Histoire
En 1864, la gare de Couhé-Vérac a servi de base altimétrique pour la levée du tout premier nivèlement général de la France entrepris par  Paul-Adrien Bourdalouë .

## Desserte voyageurs
Cette gare est fermée au service des voyageurs. Elle était desservie par les trains du réseau TER Poitou-Charentes. Elle fut le théâtre d'âpres conflits entre les usagers locaux, les politiques et la SNCF quant à son maintien, la gare d'Anché - Voulon ayant été préférée malgré une accessibilité réduite par la topographie. Le bâtiment voyageurs a été démoli sur décision unilatérale de la SNCF en 2012.

## Desserte marchandises
Cette gare est ouverte au service du fret.